# Ángela Ramos
Ángela Ramos Relayze (Callao, 6 de junio de 1896 - Lima, 25 de julio de 1988) fue una periodista peruana, poeta y dramaturga y es considerada como la primera reportera de este país.

## Biografía
Nació el 6 de junio de 1896 en el puerto del Callao, hija de Francisco Ramos y Rosa Relayse, cursó la educación primaria en el Liceo Grau, y la secundaria en el Instituto Sabogal del Callao. Desde niña disfruto de la lectura, su padre era el encargado de proporcionarle los libros que tanto le gustaban, y fue a él al que se le acusó de moldear su personalidad a lo que fue, Ángela sintió mucho su muerte y tras días de un intenso duelo terminó por proyectar la identidad paterna y hacerle cara a la dura realidad. 
Fue alumna aplicada en todas las materias, con la lectura amplió sus horizontes, alimentado su imaginación y agudizando su observación y curiosidad empezó a disfrutar no solo de leer sino también de escribir ya que desarrolló gusto y habilidad para la poesía, pronto también dominó el inglés (cuyo estudio alternaba con sus clases de piano). Tuvo siempre una inclinación por la enseñanza, trabajo desde los 12 años como profesora, pero no se dedicó a la educación formal por lo que consideraba “dificultades vocales” las cuales no le permitían las largas exposiciones orales. Asimismo su interés por el ballet la llevó a desempeñarse como crítica de este y su interés por el teatro la llevó a ser autora y comentadora de piezas teatrales, entre sus obras se encuentran: Por un marido y La discípula.
Al término de sus estudios trabajó por cuatro años como secretaria en la Pacific Steamship Navigation Company, misma empresa que despidió a su padre con una mísera indemnización para evitar pagarle el derecho de jubilación y donde Ángela trabajaba hasta los domingos en la mañana. Fue ahí donde tendría sus primeras experiencias sensibilizantes en el campo de la lucha laboral. Revelando un lado de su personalidad que ya nunca abandonaría: una actitud rebelde, la misma que la haría expresarse de una forma única para la época y ser conocida como la primera reportera del Perú.
Siendo aún empleada de la Compañía Inglesa de vapores reclamó por aumentos económicos pero cuando se dio cuenta de que sus patrones no cederían en su postura decidió redactar una carta de queja, redactada en 1918 y titulada "El sufrimiento de la mujer que trabaja". Consulto con la escritora y feminista Zoila Aurora Cáceres, quien le mostró su apoyo y la alentó a seguir escribiendo, también la conectó con Oscar Miró Quesada quien público su carta en el diario El Comercio.
Tiempo después escribió en “La Prensa”, “La Crónica”, “El Tiempo” y “La  Noche” en el semanario “Cascabel” del impar periodista Federico More y en las revistas “Amauta”, “Variedades” y “Mundial”. Con pluma en mano y un sentido de la justicia bastante desarrollado se levantó y protesto de la mejor forma que pudo, de la mejor forma que ella conocía, ella escribió y criticó distintos aspectos de nuestra sociedad. Fue amiga y compañera de afanes de los más destacados escritores y periodistas de la época.
Ángela Ramos se casó en 1922 con Felipe Rotalde, también periodista, era del tipo bohemio, formaron un hogar y tuvieron dos hijas: Susana y Enriqueta.

## Labor periodística
Sus primeras incursiones en el mundo del periodismo fueron anónimas y estas fueron carillas que se publicaron en “El Comercio”. Pero no fue lo único que hizo ya que el campo en el que incursionó Ángela Ramos fue mucho y muy variado, Desde el campo de las letras pasando por las artes y terminando en la comunicación social ella fue periodista, luchadora social y escritora sensitiva. Fue la primera periodista que en su medio practicara la difícil técnica de la entrevista, la entrevista es un arte complejo en el ejercicio periodístico si nos referimos al rigor de la técnica y a su estructura formal ya que el papel del entrevistador es el de obtener la mejor información sobre un  tema dado, no es un simple formulador de preguntas sino un sutil modulador. En el  periodismo peruano existen piezas ejemplares de crónicas y entrevistas, entre ellas se encuentran las que Ángela Ramos preparó para “Mundial”, una entrevista realizada a José Carlos Mariátegui en julio de 1926 y que por su valioso contenido fue incorporada de manera definitiva en la biografía del Amauta. En una entrevista ella aseguró que como periodista nunca fueron difíciles sus primeros años ya que era la única periodista mujer y su carácter alegre siempre la ayudó. Nunca sintió el peso del machismo ya que su padre nunca fue machista y tampoco su esposo Felipe Rotalde.

## Lucha por los marginados sociales
Desde el comienzo de su actividad periodística Ángela Ramos sintió inclinación por salir en defensa de las personas que eran marginadas socialmente como lo eran en su época los presos y los desocupados, siendo su seudónimo “Sor Presa” con el que hizo varias campañas a favor de los que tenían prohibida su libertad. Ángela lo supo desde un inicio, la gravedad de los factores externos que precipitaban  las conductas anormales y delictivas sumadas a los medios represivos de la sociedad no solo impedían la generación de conductas correctivas o enmendativas sino que propiciaban el surgimiento de las inclinaciones más negativas. Había que denunciar este hecho y así lo hizo Ángela Ramos, visitando por años las cárceles de Lima, inclusive “El Frontón”, denunciando el trato inhumano que se le daba a los reclusos y reclamando para ellos las condiciones mínimas para vivir con dignidad. También estuvo en contra y denunció la “Ley de la vagancia” y en esta campaña la apoyó José Carlos Mariátegui recordando que fue de los primeros en denunciar esta ley. Por extrañas coincidencias esta ley fue anulada en 1986 poco antes de que Ángela Ramos cumpliera 90 años.

## Campañas
Fueron escritas entre 1928 y 1988, fueron 70 años, y en estas crónicas en forma de campañas se refleja la defensa consecuente y activa de las víctimas de la desocupación y de la represión en una época de gran la tensión social la cual sigue hasta el día de hoy:
- Obreros y choferes
- Campesinos
- Callao
- Vagancia
- Cárceles

## Política
Ángela Ramos conocía muy bien sobre injusticias (su padre fue despedido injustamente) y sobre la prepotencia de los poderosos, fue entonces cuando empezó a luchar y a interesarse por todas las causas sociales. Por esa época conoció a Mariátegui y a sus colaboradores. Como ella misma una vez expreso: “Era lógico que al único partido al que podía ingresar era al partido Comunista” ella ingreso por recomendación del propio José Carlos Mariátegui en 1930 y aunque se consideraba una mala marxista se alegraba por haber sido una gran agitadora. Se enfrentó a la policía 18 veces en distintas manifestaciones, una vez logró quitarle el arma a un teniente.  

## Premios y reconocimientos
En 2022 recibió un reconocimiento póstumo por parte del Ministerio de la Mujer y Poblaciones Vulnerables (MIMP) del Estado Peruano, el cual, mediante un decreto en ocasión del 8 de marzo, otorgó la condecoración “Orden al Mérito de la Mujer” a Ángela Ramos y otras 24 mujeres peruanas, siendo destacadas por su tarea en la defensa de los derechos y por promover la igualdad de género. En particular, Ramos fue reconocida por "su rol de promoción de los derechos de las mujeres y su aporte al desarrollo de la prensa peruana".
El Colegio de Periodistas de Lima (CPL) ha entregado un premio que lleva su nombre: la medalla “Ángela Ramos Relayze”.
El día de su nacimiento, 8 de junio, es considerado "festividad turística" en la Provincia Constitucional del Callao.